# Era Istrefi
Era Istrefi (* 4. Juli 1994 in Priština, Bundesrepublik Jugoslawien) ist eine kosovarische Pop-Sängerin.

## Leben und Karriere
Istrefis Vater war Redakteur bei Radiotelevizioni 21 (RTV 21). Sie hat zwei Schwestern und einen Bruder. Ihre Schwester Nora ist ebenfalls Sängerin.
Istrefis Musikkarriere begann 2013, als ihre Debütsingle Mani për money veröffentlicht wurde. Nach einem Jahr Pause erschienen im Jahr 2014 drei weitere Lieder. Mit E dehun erreichte sie eine erste größere Medienpräsenz. Im zugehörigen Musikvideo tritt sie in spärlicher Bekleidung und provozierenden Posen und unter kirchlichem Protest vor der nicht fertig gestellten Christ-Erlöser-Kirche in Pristina auf, deren in den 1990er Jahren erfolgter Baubeginn als Symbolisierung der repressiven Politik Slobodan Miloševićs in Kosovo aufgefasst wird. Im Jahr 2015 waren die Singles Njo si ti und Shumë pis, zu denen jeweils auch Musikvideos erschienen, in den albanischen Charts.
Mit dem Lied BonBon, das im Dezember 2015 veröffentlicht wurde, führte sie die Spitze der albanischen Charts an. Am 24. Februar 2016 unterzeichnete sie zusammen mit ihrem damaligen Produzenten Nesër einen Vertrag bei Sony Music Entertainment. Es wurde bekanntgegeben, dass Era Istrefi ihr erstes Studioalbum in Zusammenarbeit mit RCA Records aufnehmen werde, das auch für die Veröffentlichung in den USA bestimmt sei. Am 27. Juli 2016 erschien eine englische Version des Heimaterfolges BonBon, die sie gemeinsam mit Jenson Vaughan schrieb. Im gleichen Zuge wurde auch ein Remixpack mit Versionen von Post Malone und Marshmello auf den Markt gebracht. Die englische Version machte Istrefi über die Grenzen aus bekannt; so erreichte sie nicht nur die Top-10 in den deutschen Single-Charts, sondern auch die US-amerikanischen Dance- und Electronic-Charts.
Weil sie mit ihrem kosovarischen Pass in verschiedenen Ländern nicht auftreten konnte, erhielt sie Anfang 2017 durch ein Dekret des albanischen Präsidenten Bujar Nishani zusätzlich die albanische Staatsbürgerschaft.
2018 sang sie gemeinsam mit Nicky Jam und Will Smith Live It Up, den offiziellen Song der Fußball-Weltmeisterschaft 2018 in Russland, der am 25. Mai 2018 veröffentlicht wurde.
Stilistisch ist Istrefis Musik am ehesten dem Pop, Dubstep und Reggae zuzuordnen.

## Diskografie
Singles
- 2013: Mani për money
- 2014: A po don?
- 2014: E dehun (feat. Mixey)
- 2014: 13
- 2015: Njo si ti
- 2015: Shumë pis (feat. Ledri Vula)
- 2016: BonBon
- 2017: Redrum (feat. Felix Snow)
- 2017: No I Love Yous (feat. French Montana)
- 2018: Origami (feat. Maphorisa)
- 2018: Prisoner
- 2018: Oh God (feat. Konshens)
- 2019: Selfish (mit Dimitri Vegas & Like Mike)
- 2019: Nuk e di (feat. Nora Istrefi)
- 2020: No Maybes (mit Ilkay Sencan & Arash)

Gastbeiträge
- 2018: Live It Up (Nicky Jam feat. Will Smith & Era Istrefi)
- 2019: Sayonara Детка (Allj feat. Era Istrefi)
- 2019: Let’s Get Married (Yellow Claw feat. Offset & Era Istrefi)

## Auszeichnungen für Musikverkäufe
| Goldene Schallplatte - Australien - 2016: für die Single Bonbon - Dänemark - 2017: für die Single Bonbon - Italien - 2016: für die Single Bonbon - Kanada - 2017: für die Single Bonbon - Mexiko - 2019: für die Single Live It Up - Niederlande - 2016: für die Single Bonbon - Schweden - 2017: für die Single Bonbon | Platin-Schallplatte - Frankreich - 2017: für die Single Bonbon - Polen - 2022: für die Single Live It Up |

Anmerkung: Auszeichnungen in Ländern aus den Charttabellen bzw. Chartboxen sind in ebendiesen zu finden.
| Land/RegionAuszeichnungen für Musikverkäufe (Land/Region, Auszeichnungen, Verkäufe, Quellen) | Gold     | Platin     | Verkäufe | Quellen           |
| -------------------------------------------------------------------------------------------- | -------- | ---------- | -------- | ----------------- |
| Australien (ARIA)                                                                            | Gold1    | —          | 35.000   | aria.com.au       |
| Dänemark (IFPI)                                                                              | Gold1    | —          | 45.000   | ifpi.dk           |
| Deutschland (BVMI)                                                                           | —        | Platin1    | 400.000  | musikindustrie.de |
| Frankreich (SNEP)                                                                            | —        | Platin1    | 133.333  | snepmusique.com   |
| Italien (FIMI)                                                                               | Gold1    | —          | 25.000   | fimi.it           |
| Kanada (MC)                                                                                  | Gold1    | —          | 40.000   | musiccanada.com   |
| Mexiko (AMPROFON)                                                                            | Gold1    | —          | 30.000   | amprofon.com.mx   |
| Niederlande (NVPI)                                                                           | Gold1    | —          | 20.000   | nvpi.nl           |
| Polen (ZPAV)                                                                                 | —        | Platin1    | 50.000   | olis.pl           |
| Schweden (IFPI)                                                                              | Gold1    | —          | 20.000   | Einzelnachweise   |
| Schweiz (IFPI)                                                                               | Gold1    | —          | 10.000   | hitparade.ch      |
| Insgesamt                                                                                    | 8× Gold8 | 3× Platin3 |          |                   |